# Джеф Стайн
Джеф Стайн (на английски: Jeff Stein) е американски разследващ журналист и документалист, работещ в областта на разузнаването, отбраната и външната политика. Той е кореспондент по националната сигурност и колумнист в списание Нюзуик. Преди това е бил главен редактор по същите теми в Конгрешънъл Куотърли. Стайн е дългогодишен специалист в своята област, често пишещ за Ню Йорк Таймс и Вашингтон Поуст и канен за коментатор в медии като Си Би Ес, Си Ен Ен, MSNBC, Фокс Нюз, Би Би Си и Ен Пи Ар. Автор е на три книги, високо оценени от критиката.

## Биография
Стайн е роден във Филаделфия, но израства в Нова Англия, а по-късно се мести със семейството си в Мейн. По време на военната си служба работи във военното разузнаване. Носител на Бронзова звезда от Виетнамската война. Кариерата си като журналист започва във Вашингтон. По-късно работи в Юнайтед Прес Интернешънъл, където, през 1980-те, се издига до поста заместник главен редактор по международните новини. През 1990-те работи за уебсайта Салон, по което време разкрива тайни връзки между компанията Ringling Bros. and Barnum & Bailey Circus и бивш служител в ЦРУ. По-късно, в сътрудничество с учения Хадир Хамза, работил по-рано за Саддам Хюсеин, описва в книга програмата за разработване на ядрени оръжия на режима в Ирак. През октомври 2006 година повод за силно възмущение стават разкритията на Стайн, че много висши служители в антитерористичните служби на САЩ, както и членове на Комитета по разузнаването на американския Конгрес, не са наясно с разликата между сунити и шиити. Два месеца по-късно, новият председател на Комитета се вижда принуден да признае в разговор със Стайн, че знае малко за Ал-Каида и Близкия изток. През 2009 година Стайн разкрива, че представителката в Конгреса Джейн Харман е била подслушвана, което усилва интереса към противоречивата програма за следене на Агенцията за национална сигурност.
Живее във Вашингтон. Член е на американската Асоциация на бившите служители в разузнаването и на неправителствената организация Разследващи репортери и редактори.